# Споменик жртвама фашизма (Адис Абеба)
Споменик жртвама фашизма (Јекатит 12), је монументални споменик на Тргу Жртава (Sidist Kilo) у Адис Абеби, Етиопија, који је извео југословенски вајар Антун Аугустинчић уз помоћ Фране Кршинића и сарадника 1955. године.
Споменик је дар тадашњег председника Јосипа Броза Тита и народа ФНР Југославије Етиопији.

## Споменик
Споменик у облику белог каменог обелиска са два фриза бронзаних рељефа је подигнут у спомен на жртве одмазде коју је извела италијанска војска 1937. године.
За време италијанске окупације Етиопије (1936-1941), два омладинца из Еритреје Абраха Дебох и Могес Асгедом извели су атентат на маршала Грацијанија 19. фебруара 1937, тадашњег италијанског поткраља за Италијанске источне Африке током свечаности одржане испред Палате Адис Абеба (данас зграда универзитета). Маршал Грацијани је био рањен, али је преживео атентат. У знак одмазде наредио је убијање становника Адис Абебе у лудом чину освете. Процењује се да је страдало око 30.000 грађана у три дана након масакра који је трајао од 19. до 21. фебруара 1937. године. Догађај се збио заправо 12. по тадашњем етиопском календару (19. по грегоријанском) зато се споменик зове Јекатит 12 (12. фебруар, први дан масакра).
За све време своје владавине етиопски цар Хајле Селасије је сваке године 12. фебруара полагао венац у подножју обелиска. Ни пучистички вођа који је свргнуо Селасија 1974, пуковник Менгисту Хајле Маријам није напустио ту праксу. Тек након пада социјалистичке власти, дошло је до промена. Једно време венац је полагао само градоначелник Адис Абебе, али је однедавно враћена стара пракса, да то мора направити председник Етиопије.
Споменик је бели обелиск који на дну има два фриза рељефа с призорима масакра и каснијим покопима жртава након ослобођења земље. При врху обелиска је фигура Сабејског Лава (царистичког симбола) оно што је необично, њега није скинуо ни режим Дерг, који је иначе уклонио врло темељито све симболе Етиопског царства.
Антун Аугустнчић је након Јекатита 12 извео још два јавна споменика у Етиопији; Споменик етиопском партизану у Холети (1959) и Споменик расу Маконену у Харару (1959).